# Светски дан животиња
Светски дан животиња (енгл. World Animal Day; фр. Journée mondiale des animaux) обележава се од 1931. године сваког 4. октобра. Познат је и као Међународни дан заштите животиња и као Светски дан заштите животиња. Посвећен је правима животиња и очувању животињског биодиверзитета.

## О Светском дану животиња

### Историјат
Први трагови заштите животиња датирају далеко у прошлост када су владари давали основна упутства народу да стоку треба хранити и појити, а не батинати. У периоду од 17−19. века велики мислиоци покрећу теме заштите животиња, као и њихова права. Почиње да се спомиње и морална обавеза човека да их штити.
Od 19. veka pa do danas o zaštiti govore naučnici i „obični“ ljudi.
Светски дан животиња проглашен је 1931. године на конвенцији еколога у Фиренци да би се истакла угроженост врста. Хајнрих Зимерман, немачки писац и издавач часописа Човек и пас (Mensch und Hund/Man and Dog) 24. марта 1925. године у Берлину је организовао први Светски дан животиња. Године 1929. је датум пребачен на 4. октобар. Имао је тада следбенике једино у Чешкој, Швајцарској, Немачкој и Аустрији. Тек у Фиренци је одлучено једногласно да се 4. октобар прогласи званичним датумом Светског дана заштите животиња.

И од тада традиционално се, сваког 4. октобра, на дан Светог Фрање Асишког – заштитника животиња, обележава овај дан.
Овог дана све организације за заштиту животиња, као и сви азили за животиње широм света, организују обиласке својих институција, едукативне радионице, прикупљају се донације, удомљавају се љубимци, као и разне друге активности.

### Права животиња
На Светски дан животиња се сви подсећају да:
- Животиње су равноправни становници Земље
- Имају једнако право на живот као и људи
- Осећају бол, патњу, страх и стрес

Циљ Светског дана животиња је да се побољша однос према животињским врстама широм света, као и да се пружи подршка појединцима, групама и организацијама које се старају о животињама.

### Угроженост
Свака врста у природи има значај за екосистем и своју улогу у њему. Све врсте су директно или индиректно повезане. Неке имају локални, неке регионални, а неке глобални утицај на животну средину и екологију. Угроженост једне врсте временом директно или посредно утиче на опстанак друге.

#### У Србији
У Србији постоји велики број угрожених врста. Говори се о 273 врсте птица, 66 врста сисара, 41 врста бескичмењака, 34 врсте инсеката и 15 врста риба. Међу заштићеним животињама су поједине врсте пеликана, рода, белоглави суп, речни рак, бубамара, жабе, белоушке, шарке.

## Галерија
- Животиње
- Животиње
- Биодиверзитет